# Глобус (банк)
АТ "Комерційний банк «Глобус» — український банк, створений у 2007 році.

## Історія
ВАТ КБ «Глобус» зареєстрований Національним банком України 29 листопада 2007 року. Свідоцтво про реєстрацію № 320.
Ліцензія № 240, видана Національним банком України 29.01.2008 року.
У березні 2011 року ВАТ КБ «Глобус» було перейменовано у ПУБЛІЧНЕ АКЦІОНЕРНЕ ТОВАРИСТВО "КОМЕРЦІИНИЙ БАНК «ГЛОБУС». Ліцензія № 240, видана Національним банком України 11.03.2011 року.

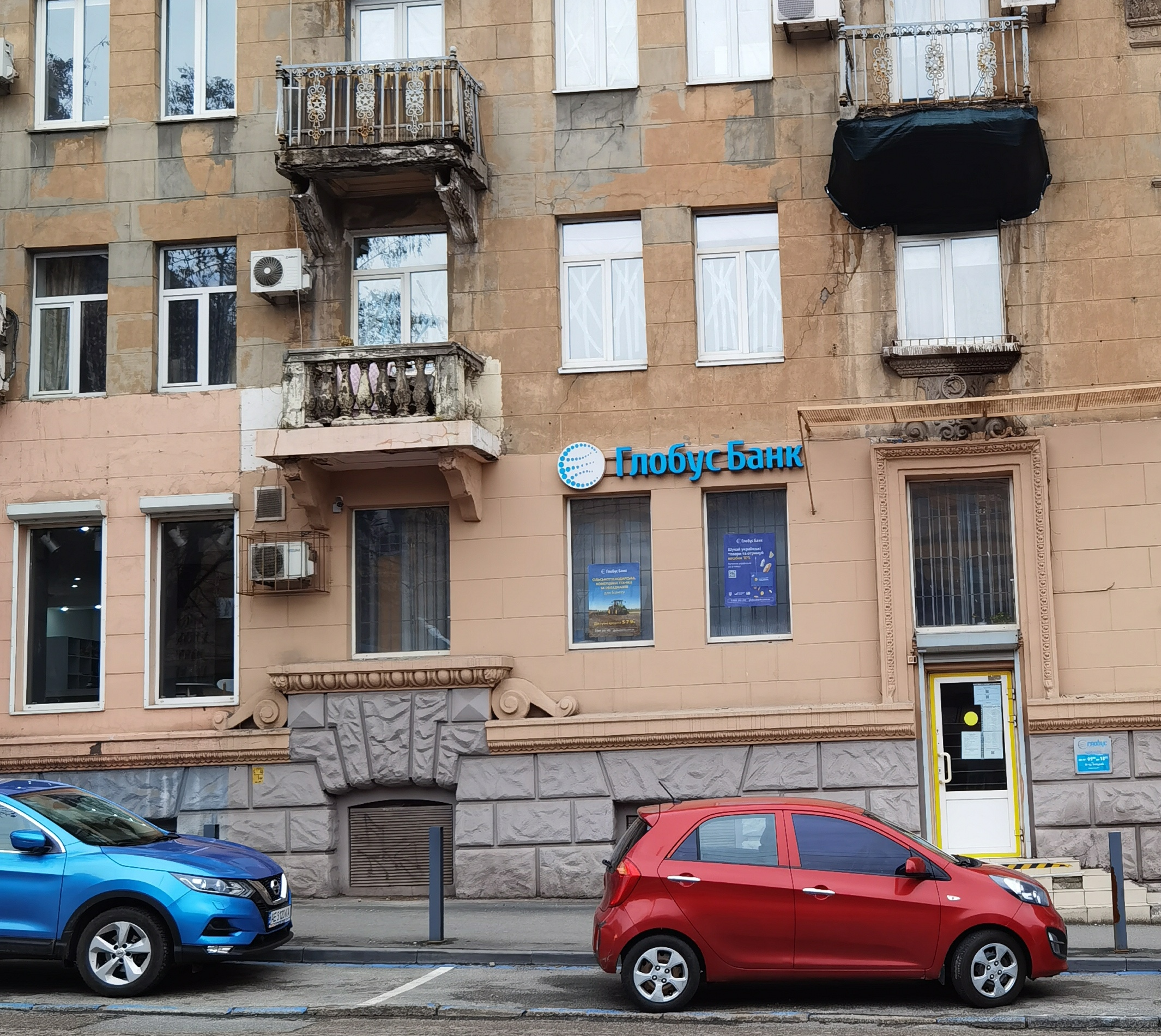
Відділення Глобус Банку в Дніпрі

У жовтні 2011 року у зв'язку із внесенням змін до Закону України «Про банки і банківську діяльність» ПАТ "КБ «ГЛОБУС» отримав нову банківську Ліцензію на право надання банківських послуг і Генеральну ліцензію на здійснення валютних операцій. Ліцензія № 240, видана Національним банком України 26.10.2011 року.
28 грудня 2018 року було змінено тип акціонерного товариства Банку (з публічного на приватне), також змінено найменування Банку, яке після змін є таким АКЦІОНЕРНЕ ТОВАРИСТВО "КОМЕРЦІЙНИЙ БАНК «ГЛОБУС». У зв'язку зі змінами АТ "КБ «ГЛОБУС» отримав нову банківську Ліцензію. Ліцензія № 240, видана Національним банком України 21.01.2019 року.

## Рейтинги та нагороди
Банк отримав нагороду FinAwards 2023 у номінації найкращий депозит  від Finance.ua